# カワズ君の検索生活
『カワズ君の検索生活』（カワズくんのけんさくせいかつ）は、2006年10月14日から2007年3月24日までフジテレビ系列で毎週土曜23:00 - 翌0:00に放送されていたバラエティ番組である。

## 番組概要
前身は『井の中のカワズ君』、および『くるくるドカン〜新しい波を探して〜』。『くるくるドカン-』の視聴率が伸び悩んだため、同じ時間帯で番組をリニューアルした。
2007年3月24日をもってレギュラー放送を終了したが、2008年1月1日にスペシャルとして放送された。

## 出演者
- くりぃむしちゅー（上田晋也、有田哲平）
- 松嶋尚美（オセロ）
- 青木さやか
- 大蘿淳司（Yahoo! JAPANマーケティング部本部長 放送当時）
- 阿部知代（フジテレビアナウンサー）

マスコットキャラクターとして「カワズ君」というカエルのキャラクターが登場した。松嶋、大蘿、カワズ君は『井の中のカワズ君』から、阿部アナ以外は『くるくるドカン～新しい波を探して～』（以下『くるくるドカン』）からのレギュラー出演者である。

## 放送内容
『井の中のカワズ君』や『くるくるドカン』と同様、知って得するワードや知らないと恥ずかしいワードなど、インターネットのサーチエンジンにおける検索結果を、週替わりのゲスト出演者と共に探求する。
- くるくるドカンとは違い、メンバーはあまりコーナーの進行をしない。

グルメ急上昇ランキング
テレビ番組（他局の番組も含む）で取り上げられた料理・食材について、その後に検索率が上昇したものをランキング形式で紹介するコーナー。前身番組の人気コーナー「検索急上昇ワードランキング」を発展させたもの。一部のロケには若手お笑い芸人が出演する。初期は大好物が担当していたが、11月から他の芸人が担当した。阿部アナの進行。
グルメ品争奪! 第2ワードクイズ
次々に提示されるキーワードをヒントに、それらを第2検索ワードとする共通の事柄を当てるクイズコーナー。ゲストを含めた出演者のうち、正解した者から順に「グルメ急上昇ランキング」で1位を獲得した料理・食材を食べることができる。最後までわからなかった者は食べられない。阿部アナの進行。
ゲスト検索ファイル
ゲストに関するインターネット検索結果を紹介しトークをするコーナー。前身番組のコーナーを踏襲したもの。阿部アナの進行。
イチオシ! 検索ワード
インターネットで検索率が急激に伸びているワードやウェブサイトを取り上げ、仕掛け人や噂の現場を取材することで、より深く急上昇ワードを追求するコーナー。『くるくるドカン』の「発見! くる波ワード」コーナーが原型。取材・プレゼンテーションは、1トピックにつき、上田・有田・青木・松嶋のうちの1名が担当。
なぜなに検索急上昇ワード
検索率が急上昇した9つのワードが提示され、何故そのワードの検索率が伸びたのか出演者が説明するコーナー。説明を間違えると炭酸ガスが吹きつけられ、カワズ君にハリセンで頭を叩かれる。「なぜなぜ検索急上昇ワード」から名称が変更された。
泣ける2ちゃんねる
巨大匿名掲示板サイト2ちゃんねるに書き込まれた泣ける話をピックアップしたサイト「泣ける2ちゃんねる」より厳選した話を紹介する。2006年11月に紹介したのが好評で、以後シリーズ化した。出演者は照明を落とされた中ナレーションに聞き耳を立てる。視聴者が見るテレビ画面には、4分割された画面に交替で出演者のアップが、中央に書き込みのテロップが映し出され、それを朗読するナレーションとともに、しっとりした曲がBGMとして流れる、という構成だった。
よく使用されるBGMはKOKIAの「ありがとう…」。これは元々、“「ありがとう」って言いそびれたヤツいる?”というフラッシュ動画で使用された曲であるが（ただ、このフラッシュ内の書き込みを見ると、別のフラッシュでこの曲を知ったとあり、元祖は別に存在する可能性もある）、このフラッシュの内容は、この番組でも最初に扱った、死去した母親への感謝の気持ちを綴った体験談であり、歌詞の中の「たった」が「母さん」と聞こえるところが相乗効果となり涙を誘った。
また、番組の画面下には、グラビアアイドルやモデルなどの検索ランキングが、カウントダウン形式でスクロール表示された。前身番組から継続したもので、検索ランキングはYahoo! JAPANから提供されたもの。
ちなみに、「カワズ君の検索生活Wikipedia」はGoogleなどの検索ページで検索できるが、柳龍拳・他流試合事件で、『カワズ君の検索生活』のやらせが暴露された事により、番組のスポンサーであるYahoo! JAPANの不興を買い、一時Yahoo検索から除外されていた。

## スタッフ
- 企画：吉田正樹、芳賀正光（T&M）、安達元一
- 構成：北本かつら、酒井健作、岐部昌幸、細田マサシ、安部裕之
- ナレーター：田中信夫、山口奈々、こどりちゃん
- 番組イメージソング：ペット・ショップ・ボーイズ「Go West」
- リサーチ：Yahoo!JAPAN、フルタイム、STEELO
- 広報：加藤麻衣子
- 編成：渋谷謙太郎
- 番組デスク：渡辺文子（T&M）、森次千香子
- 技術協力：ニユーテレス、FLT、IMAGICA
- 協力：葛西臨海水族園
- 制作協力：T&M、IVSテレビ制作
- 協力プロデューサー：清水宏泰、宮道治朗、石井浩二
- FD：麻生裕久、志賀一寿、鈴木善貴、井上洋平
- ディレクター：新井勝也、小林淳一、近藤英央（IVSテレビ制作）、大塚英二
- 演出：武田誠司、蜜谷浩弥
  - 福浦与一（IVSテレビ制作）
- 監修：木村剛
- プロデューサー：朝妻一（フジテレビ）、大岡制（T&M）、佐藤基（IVSテレビ制作）
- チーフプロデューサー：藤沼聡
- 制作著作：フジテレビ

## 備考
- この番組が始まる前に宣伝でカエルのきぐるみをして、パソコンを持ってあっちこっちでパソコンで検索をしている映像だった。
- この番組終了後はドラマ枠となり、3年2ヵ月弱続いた。その後『〜あらゆる世界を見学せよ〜潜入!リアルスコープ』開始で再びバラエティ枠に戻ることになる。